# Impatiens irvingii
Impatiens irvingii är en balsaminväxtart som beskrevs av Joseph Dalton Hooker och Oliver. Impatiens irvingii ingår i släktet balsaminer, och familjen balsaminväxter. Inga underarter finns listade i Catalogue of Life.